# جمهوری‌خواهی
جمهوری‌خواهی یک مرام سیاسی است که بر شهروندی در یک دولت سازمان یافته به عنوان جمهوری متمرکز است. از نظر تاریخی، بر ایده خودمختاری تأکید دارد و از حکومت یک اقلیت نماینده یا الیگارشی تا حاکمیت مردمی را در بر می‌گیرد. تعاریف و تفاسیر مختلفی داشته‌است که بر اساس بافت تاریخی و رویکرد روش‌شناختی تفاوت معناداری دارد.
جمهوری‌خواهی ممکن است به رویکرد علمی غیر ایدئولوژیک به سیاست و حکومت نیز اشاره داشته باشد. همان‌طور که جان آدامز متفکر جمهوری‌خواه و دومین رئیس‌جمهور ایالات متحده در مقدمه کتاب معروف خود دفاع از قانون اساسی دولت ایالات متحده آمریکا بیان کرد، «علم سیاست، علم سعادت اجتماعی است» و جمهوری شکلی از حکومت است که وقتی علم سیاست به درستی برای ایجاد یک دولت طراحی شده عقلانی به کار گرفته شود. این رویکرد به جای اینکه ایدئولوژیک باشد، بر روی به‌کارگیری روش‌شناسی علمی برای مشکلات حکمرانی از طریق مطالعه و به‌کارگیری دقیق تجربیات و آزمایش‌های گذشته در حکمرانی متمرکز است. این رویکردی است که می‌توان آن را برای متفکران جمهوری‌خواه مانند نیکولو ماکیاولی (همان‌طور که در گفتارهای او دربارهٔ لیوی مشهود است)، جان آدامز و جیمز مدیسون توصیف کرد.
کلمه «جمهوری» از اسم لاتین رس پابلیکا (چیز عمومی) گرفته شده‌است که به سیستم حکومتی اشاره دارد که در قرن ششم قبل از میلاد در پی اخراج پادشاهان از روم توسط لوسیوس یونیوس بروتوس و کولاتینوس پدیدار شد.
این شکل از حکومت در دولت روم در اواخر قرن اول پیش از میلاد فروپاشید و جای خود را به حکومتی داد که از نظر شکل، اگر نه از نظر نام، پادشاهی بود. جمهوری‌ها متعاقباً تکرار شدند، مثلاً با فلورانس رنسانس یا بریتانیای مدرن اولیه. مفهوم جمهوری به نیروی قدرتمندی در مستعمرات آمریکای شمالی بریتانیا تبدیل شد، جایی که به انقلاب آمریکا کمک کرد. در اروپا، از طریق انقلاب فرانسه و از طریق اولین جمهوری فرانسه ۱۷۹۲–۱۸۰۴ نفوذ زیادی به دست آورد.

## توسعه تاریخی جمهوری‌خواهی

### پیشینیان کلاسیک

#### یونان باستان

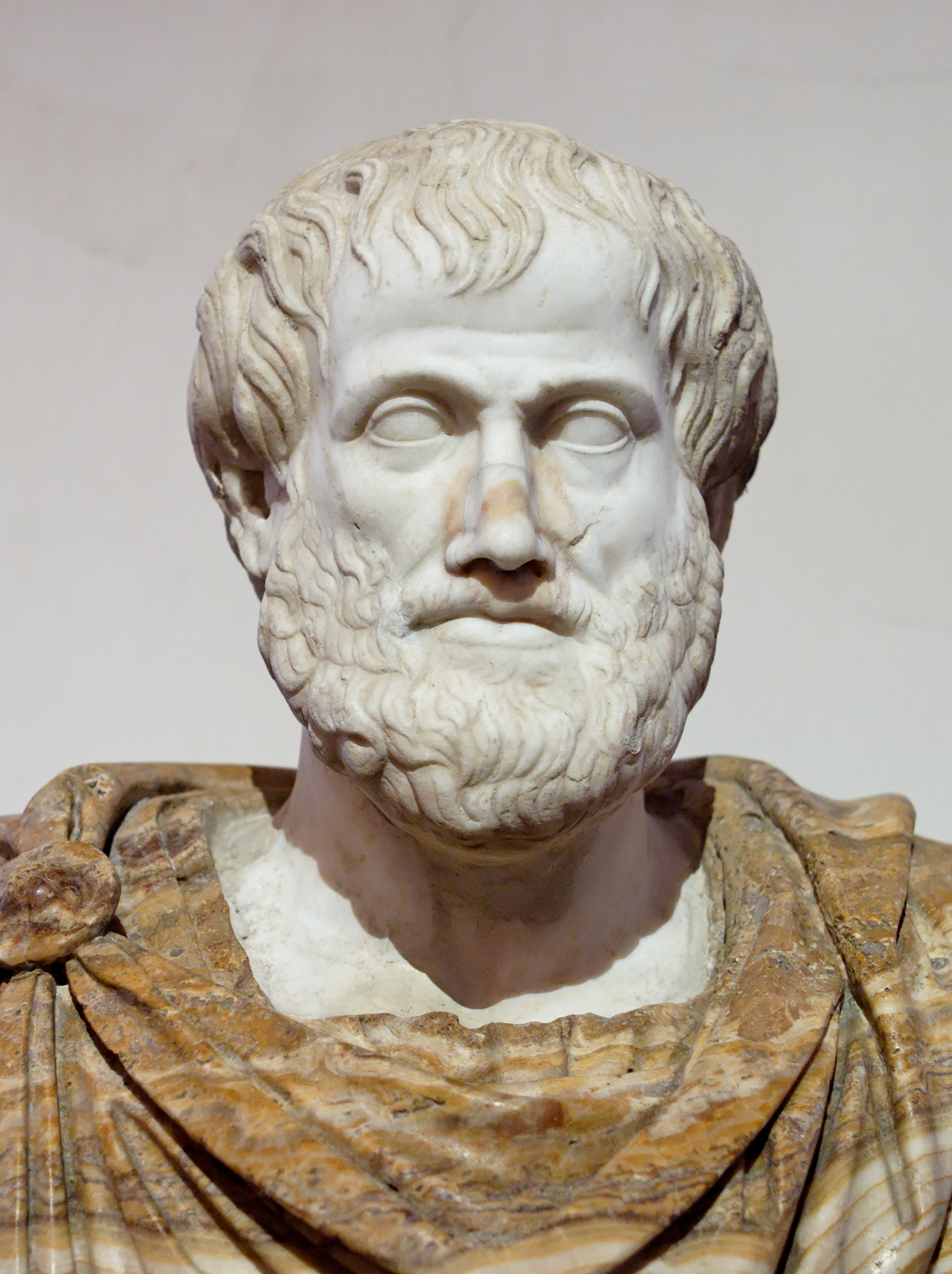
مجسمه ارسطو

در یونان باستان، چندین فیلسوف و مورخ عناصری را که امروزه به عنوان جمهوری‌خواهی کلاسیک می‌شناسیم، تحلیل و توصیف کردند. به‌طور سنتی، مفهوم یونانی " politeia " به لاتین به عنوان res publica ترجمه شد. در نتیجه، نظریه سیاسی تا همین اواخر اغلب جمهوری را به معنای عام «رژیم» به کار می‌برد. هیچ تعبیر یا تعریف مکتوب واحدی از این دوران وجود ندارد که دقیقاً با درک مدرن از اصطلاح «جمهوری» مطابقت داشته باشد، اما بیشتر ویژگی‌های اساسی تعریف مدرن در آثار افلاطون، ارسطو و پولیبیوس وجود دارد. اینها شامل نظریه‌های حکومت مختلط و فضیلت مدنی است. به عنوان مثال، در جمهوری، افلاطون تأکید زیادی بر اهمیت فضیلت مدنی (هدف به خیر) همراه با فضیلت شخصی («انسان عادل») از سوی حاکمان ایدئال دارد. در واقع، در کتاب پنجم، افلاطون ادعا می‌کند که تا زمانی که حاکمان ماهیت فیلسوفان را نداشته باشند (سقراط) یا فیلسوفان حاکم نشوند، صلح یا شادی مدنی وجود نخواهد داشت.
تعدادی از دولت-شهرهای یونان باستان مانند آتن و اسپارت به عنوان " جمهوری‌های کلاسیک " طبقه‌بندی شده‌اند، زیرا آنها مشارکت گسترده شهروندان در قانون گذاری و تصمیم‌گیری سیاسی را داشتند. ارسطو کارتاژ را یک جمهوری می‌دانست، زیرا دارای سیستم سیاسی مشابه برخی از شهرهای یونان، به ویژه اسپارت بود، اما از برخی از نقص‌هایی که بر آنها تأثیر می‌گذاشت، اجتناب کرد.

#### رم باستان
هم لیوی، یک مورخ رومی، و هم پلوتارک، که به خاطر زندگینامه‌ها و مقالات اخلاقی‌اش مشهور است، توضیح دادند که چگونه روم قوانین خود را، به ویژه انتقال از یک پادشاهی به جمهوری، با الگوبرداری از یونانیان توسعه داده‌است. برخی از این تاریخ که بیش از ۵۰۰ سال پس از رویدادها و با منابع مکتوب اندک برای تکیه بر آن نوشته شده‌است، ممکن است بازسازی ساختگی باشد.
مورخ یونانی پولیبیوس، که در اواسط قرن دوم پیش از میلاد می‌نویسد، (در کتاب ۶) بر نقشی که جمهوری روم به عنوان شکلی نهادی در ظهور چشمگیر هژمونی روم بر دریای مدیترانه ایفا کرده‌است، تأکید کرد. پولیبیوس در نوشته خود در مورد قانون اساسی جمهوری روم این سیستم را نوعی حکومت «مخلوط» توصیف کرد. به‌طور خاص، پولیبیوس سیستم رومی را آمیزه‌ای از سلطنت، اشراف و دموکراسی با جمهوری روم توصیف کرد که به گونه‌ای تشکیل شده بود که نقاط قوت هر سیستم را برای جبران ضعف‌های سایر سیستم‌ها به کار می‌برد. به نظر او، سیستم مختلط جمهوری روم سطح بسیار بیشتری از آرامش داخلی را برای رومیان فراهم می‌کرد که در شکل دیگری از حکومت تجربه می‌شد. علاوه بر این، پولیبیوس استدلال کرد، سطح نسبی آرامش خانگی که رومیان از آن برخوردار بودند، به آنها اجازه داد تا دریای مدیترانه را فتح کنند. پولیبیوس با نوشتن آثار سیاسی-فلسفی خود در قرن اول پیش از میلاد، تأثیر زیادی بر سیسرو گذاشت. در یکی از این آثار، De re publica، سیسرو مفهوم رومی res publica را به politeia یونانی پیوند داد.
اصطلاح مدرن «جمهوری»، علیرغم اشتقاق آن، مترادف با رس پابلیکا رومی نیست. در میان چندین معانی اصطلاح res publica، اغلب به «جمهوری» ترجمه می‌شود که در آن عبارت لاتین به دولت رومی و شکل حکومت آن در بین دوران پادشاهان و عصر امپراتورها اشاره دارد. این جمهوری رومی، با درک مدرن از کلمه، هنوز به عنوان یک جمهوری واقعی تعریف می‌شود، حتی اگر کاملاً منطبق نباشد؛ بنابراین، فیلسوفان روشنگری جمهوری روم را به عنوان یک سیستم ایدئال می‌دیدند، زیرا شامل ویژگی‌هایی مانند تفکیک سیستماتیک قوا بود.
رومیان هنوز دولت خود را "Res Publica" در دوران امپراتوران اولیه می‌نامیدند زیرا در ظاهر، سازمان دولت توسط اولین امپراتوران بدون تغییر قابل توجه حفظ شده بود. چندین دفتر از دوران جمهوری خواهان که توسط افراد اداره می‌شد، تحت کنترل یک فرد واحد ترکیب شدند. این تغییرات دائمی شد و به تدریج به امپراتور حاکمیت داد.
توصیف سیسرو از دولت ایدئال، در De re Publica، معادل «جمهوری» امروزی نیست. بیشتر شبیه مطلق گرایی روشنفکرانه است. آثار فلسفی او زمانی تأثیرگذار بود که فیلسوفان روشنگری مانند ولتر مفاهیم سیاسی خود را توسعه دادند.
جمهوری در معنای کلاسیک آن، هر جامعه سیاسی با ثباتی بود که به خوبی اداره می‌شد. افلاطون و ارسطو هر دو سه شکل حکومت را شناسایی کردند: دموکراسی، اشرافیت و سلطنت. ابتدا افلاطون و ارسطو و سپس پولیبیوس و سیسرون معتقد بودند که جمهوری ایدئال آمیزه ای از این سه شکل حکومت است. نویسندگان رنسانس این مفهوم را پذیرفتند.
سیسرو در مورد شکل حکومت جمهوری‌خواه ابراز محبت کرد. در حالی که در آثار نظری خود از سلطنت، یا حداقل از سلطنت/الیگارشی مختلط، در زندگی سیاسی خود دفاع می‌کرد، به‌طور کلی با مردانی مانند ژولیوس سزار، مارک آنتونی و اکتاویان که در تلاش برای تحقق چنین آرمان‌هایی بودند، مخالفت می‌کرد. در نهایت، این مخالفت به مرگ او انجامید و سیسرو را می‌توان قربانی آرمان‌های جمهوری‌خواهانه‌اش دانست.
تاسیتوس، یکی از معاصران پلوتارک، به این موضوع توجهی نداشت که آیا می‌توان شکلی از حکومت را به عنوان «جمهوری» یا «سلطنت» تحلیل کرد. او تحلیل کرد که چگونه قدرت‌های انباشته شده توسط سلسله ژولیو-کلودین اولیه همه توسط دولتی داده می‌شد که هنوز به‌طور تصوری یک جمهوری بود. جمهوری روم نیز «مجبور» نشد که این اختیارات را واگذار کند: این کار را آزادانه و معقولانه انجام داد، قطعاً در مورد آگوستوس، به دلیل خدمات فراوان او به دولت، که آن را از جنگ‌های داخلی و بی نظمی رها کرد.
تاسیتوس یکی از اولین کسانی بود که پرسید که آیا چنین اختیاراتی به این دلیل به رئیس دولت داده شده‌است که شهروندان می‌خواهند به آن‌ها بدهند یا به دلایل دیگری (مثلاً به این دلیل که یکی از آنها جد خدایی داشته‌است). مورد دوم به راحتی منجر به سوء استفاده از قدرت شد. به عقیده تاسیتوس، گرایش دور شدن از یک جمهوری واقعی تنها زمانی برگشت‌ناپذیر بود که تیبریوس، اندکی پس از مرگ آگوستوس در سال ۱۴ میلادی (بسیار دیرتر از زمان شروع شکل حکومت امپراتوری در رم) قدرت را به دست آورد. در این زمان، بسیاری از اصول که برخی از قدرت‌ها را «غیرقابل لمس» تعریف می‌کرد، اجرا شده بود.

### جمهوری‌خواهی رنسانس

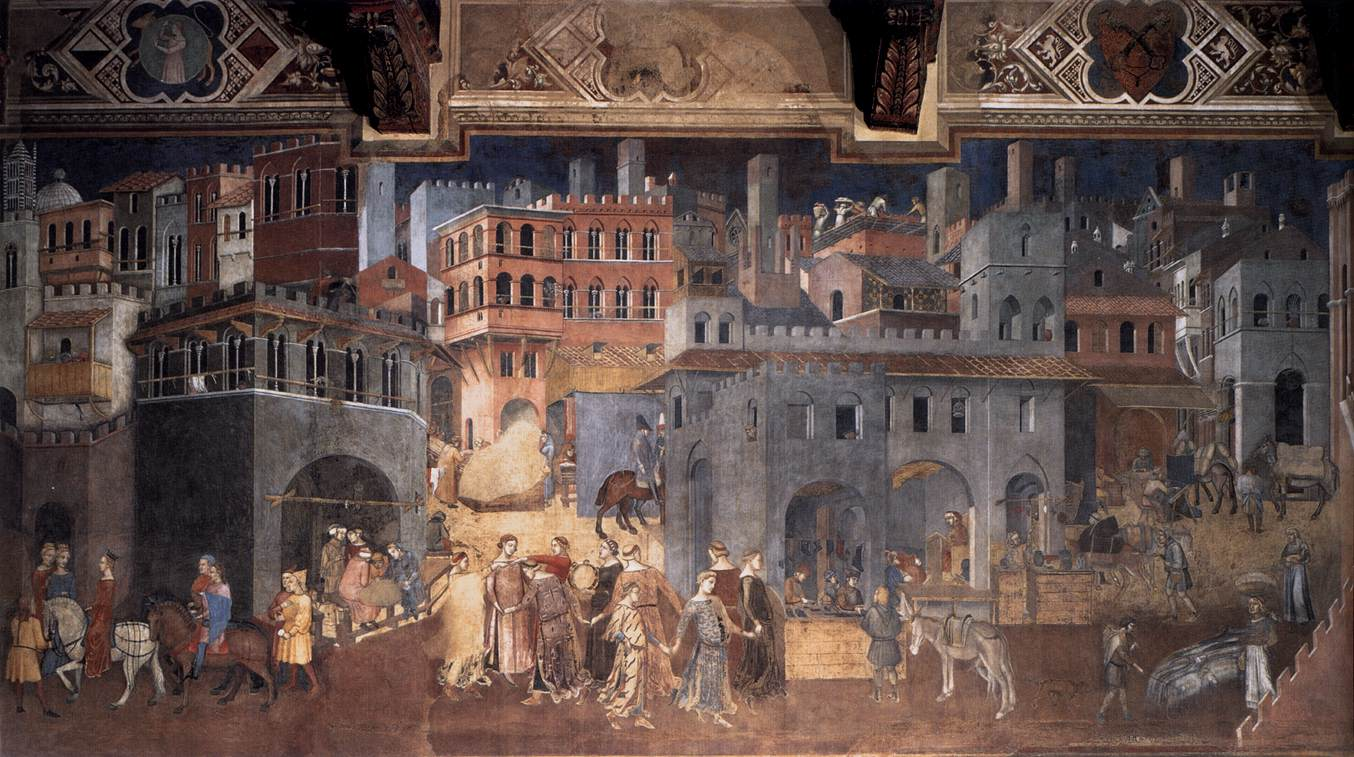
تمثیل دولت خوب بخشی از مجموعه نقاشی‌های دیواری آمبروجیو لورنتستی است.

در اروپا، جمهوری‌خواهی در اواخر قرون وسطی احیا شد، زمانی که تعدادی از ایالت‌ها، که از کمون‌های قرون وسطایی برخاسته بودند، یک سیستم حکومتی جمهوری را پذیرفتند. اینها عموماً ایالت‌های تجاری کوچک اما ثروتمندی بودند که در آنها طبقه بازرگان به شهرت رسیده بود. هاکونسن خاطرنشان می‌کند که در دوره رنسانس، اروپا تقسیم شد، به طوری که آن ایالت‌هایی که توسط نخبگان زمین‌دار کنترل می‌شدند، پادشاهی بودند و آن‌هایی که توسط نخبگان تجاری کنترل می‌شدند جمهوری‌ها بودند. دومی شامل ایالت-شهرهای ایتالیا فلورانس، جنوا و ونیز و اعضای اتحادیه هانسیاتیک بود. یک استثنای قابل توجه دیمارشن بود، گروهی از روستاهای عمدتاً خودمختار، که در یک جمهوری دهقانی متحد می‌شدند. دانشمندان دوره رنسانس با تکیه بر مفاهیم فئودالیسم قرون وسطایی از ایده‌های دنیای باستان برای پیشبرد دیدگاه خود در مورد یک حکومت ایدئال استفاده کردند؛ بنابراین جمهوری‌خواهی توسعه یافته در دوران رنسانس به عنوان «جمهوری‌خواهی کلاسیک» شناخته می‌شود زیرا بر مدل‌های کلاسیک تکیه داشت. این اصطلاح توسط زرا فینک در دهه ۱۹۴۰ توسعه یافت، اما برخی از محققان مدرن، مانند بروگر، معتقدند که «جمهوری کلاسیک» را با سیستم حکومتی مورد استفاده در دنیای باستان اشتباه می‌گیرد. «جمهوری‌خواهی مدرن اولیه» به عنوان یک اصطلاح جایگزین پیشنهاد شده‌است. گاهی به آن اومانیسم مدنی نیز می‌گویند. فراتر از یک حکومت غیر سلطنتی، متفکران مدرن اولیه یک جمهوری ایدئال را تصور می‌کردند که در آن حکومت مختلط عنصر مهمی بود و این تصور که فضیلت و خیر عمومی در حکومت خوب نقش محوری دارند. جمهوری‌خواهی نیز دیدگاه متمایز خود را از آزادی توسعه داد. نویسندگان دوره رنسانس که به شدت از جمهوری‌ها صحبت می‌کردند به ندرت از سلطنت‌ها انتقاد می‌کردند. در حالی که کتاب گفتارهای نیکولو ماکیاولی در مورد لیوی، کار کلیدی آن دوره در مورد جمهوری‌ها است، او همچنین رساله شاهزاده را نوشت که بهتر به یادگار مانده و بیشتر خوانده می‌شود، در مورد بهترین شیوه اداره یک سلطنت. نویسندگان اولیه مدرن، مدل جمهوری‌خواهی را در سطح جهانی قابل اجرا نمی‌دانستند. اکثراً فکر می‌کردند که فقط در دولت شهرها بسیار کوچک و بسیار شهری می‌تواند موفق باشد. ژان بودن در شش کتاب مشترک المنافع (۱۵۷۶) سلطنت را با جمهوری یکی دانست.
نویسندگان کلاسیک مانند تاسیتوس و نویسندگان دوره رنسانس مانند ماکیاولی سعی کردند از ترجیح آشکار برای این یا آن سیستم دولتی اجتناب کنند. از سوی دیگر فیلسوفان روشنگری نظر صریح داشتند. توماس مور، که قبل از عصر روشنگری می‌نوشت، برای سلایق پادشاه حاکم بیش از حد صریح بود، اگرچه او ترجیحات سیاسی خود را در تمثیلی آرمان شهر رمزگذاری کرد.
در انگلستان نوعی از جمهوری‌خواهی شکل گرفت که کاملاً مخالف سلطنت نبود. متفکرانی مانند توماس مور و سر توماس اسمیت، سلطنتی را که کاملاً توسط قانون محدود شده بود، سازگار با جمهوری‌خواهی می‌دانستند.

#### جمهوری هلند
در طول جنگ هشتاد ساله و پس از آن، که در سال ۱۵۶۸ آغاز شد، ضد سلطنت در جمهوری هلند شدیدتر شد. این ضد سلطنتی بیشتر تبلیغاتی بود تا یک فلسفه سیاسی. بیشتر آثار ضد سلطنتی در قالب جزوه‌هایی که به‌طور گسترده توزیع می‌شد ظاهر شد. این به نقد سیستماتیک سلطنت تبدیل شد که توسط مردانی مانند برادران یوهان و پیتر دلا کورت نوشته شد. آنها همه سلطنت‌ها را ظلم‌های نامشروع می‌دیدند که ذاتاً فاسد بودند. این نویسندگان بیشتر به فکر جلوگیری از تبدیل موقعیت Stadholder به سلطنت بودند تا حمله به حاکمان سابق خود. جمهوری‌خواهی هلندی همچنین در طول جنگ‌های مذهبی بر هوگنوت‌های فرانسوی تأثیر گذاشت. در دیگر ایالات اروپای مدرن، جمهوری‌خواهی معتدل‌تر بود.

#### مشترک المنافع لهستان-لیتوانی
در کشورهای مشترک المنافع لهستان-لیتوانی، جمهوری‌خواهی ایدئولوژی تأثیرگذار بود. پس از تأسیس مشترک المنافع دو ملت، جمهوری خواهان از وضعیت موجود، داشتن یک پادشاه بسیار ضعیف حمایت کردند و با کسانی که فکر می‌کردند نیاز به سلطنت قوی تری لازم است، مخالفت کردند. این جمهوری‌خواهان عمدتاً لهستانی، مانند لوکاس گورنیکی، اندرو وولان و استانیسلاو کونارسکی، در متون کلاسیک و رنسانس به خوبی خوانده می‌شدند و قاطعانه معتقد بودند که دولت آنها یک جمهوری بر اساس الگوی رومی است و شروع به نامیدن دولت خود Rzeczpospolita(به فارسی: رزکزپوسپولیتا، جمهوری) کردند. به‌طور معمول، جمهوری‌خواهی لهستانی-لیتوانیایی ایدئولوژی طبقه تجاری نبود، بلکه بیشتر اشراف زمینی بود که در صورت گسترش سلطنت، قدرت را از دست می‌دادند. این منجر به یک الیگارشی از بزرگان زمین‌دار بزرگ شد.

### جمهوری‌خواهی روشنگری

#### کارائیب
ویکتور هیگ، ژان باتیست ریموند د لاکراس و نیکولا خاویر دو ریکار از حامیان برجسته جمهوری‌خواهی در جزایر مختلف کارائیب بودند. ادوین ساندیس، ویلیام سیل و جورج تاکر همگی از تبدیل شدن جزایر به جمهوری، به ویژه برمودا، حمایت کردند. جولین فدون و یواخیم فیلیپ شورش جمهوری‌خواه فدون را بین ۲ مارس ۱۷۹۵ و ۱۹ ژوئن ۱۷۹۶ رهبری کردند، قیام علیه حکومت بریتانیا در گرانادا.

#### کورسیکا
اولین جمهوری از جمهوری‌های روشنگری که در قرن هجدهم در اروپا تأسیس شد، در جزیره کوچک دریای مدیترانه کورس رخ داد. اگرچه کورس مکانی بعید برای عمل به عنوان آزمایشگاهی برای چنین آزمایش‌های سیاسی بود، اما تعدادی از عوامل را ترکیب کرد که آن را منحصر به فرد کرد: سنت دموکراسی روستایی. تأثیرات فرهنگی متنوعی از دولت شهرهای ایتالیا، امپراتوری اسپانیا و پادشاهی فرانسه که آن را به روی ایده‌های رنسانس ایتالیا، اومانیسم اسپانیایی و روشنگری فرانسوی باز گذاشت. و موقعیت ژئوپلیتیکی بین این سه قدرت رقیب که به خلأهای مکرر قدرت منجر شد که در آن رژیم‌های جدیدی ایجاد می‌شد و ایده‌های جدید مد روز را آزمایش می‌کرد.
از دهه ۱۷۲۰، این جزیره یک سری شورش‌های کوتاه مدت اما مداوم علیه حاکم فعلی خود، ایالت-شهر ایتالیایی جنوا را تجربه می‌کرد. در دوره اولیه (۳۶–۱۷۲۹) اینها صرفاً به دنبال بازگرداندن کنترل امپراتوری اسپانیا بودند. زمانی که این امر غیرممکن شد، پادشاهی مستقل کورس (۱۷۳۶–۱۷۴۰) به دنبال آرمان روشنگری مبنی بر یک سلطنت مشروطه مکتوب اعلام شد. اما این تصور افزایش یافت که سلطنت با قدرت مهاجم تبانی کرده‌است، گروهی رادیکال تر از اصلاح طلبان به رهبری پاسکواله پائولی برای بازنگری سیاسی در قالب یک جمهوری مشروطه و پارلمانی با الهام از ایده‌های رایج روشنگری تلاش کردند.
فلسفه حاکم بر آن هر دو از متفکران برجسته آن روز، به ویژه فیلسوفان فرانسوی مونتسکیو و ولتر و نظریه‌پرداز سوئیسی ژان ژاک روسو الهام گرفته شده‌است. نه تنها شامل یک پارلمان ملی دائمی با مجالس مقننه با دوره معین و انتخابات منظم بود، بلکه در آن زمان به شکلی رادیکال‌تر، حق رای عمومی مردان را معرفی کرد و تصور می‌شود که این اولین قانون اساسی در جهان است که به زنان این حق را می‌دهد. رأی دادن ، حق رأی زنان نیز ممکن است وجود داشته باشد. همچنین اصول روشنگری را به حوزه‌های دیگر، از جمله اصلاحات اداری، تأسیس دانشگاه ملی در کورته، و تأسیس ارتش دائمی مردمی گسترش داد.
جمهوری کورسی به مدت پانزده سال از ۱۷۵۵ تا ۱۷۶۹ دوام آورد و در نهایت به دست ترکیبی از نیروهای ژنوایی و فرانسوی افتاد و به عنوان استان پادشاهی فرانسه ادغام شد. اما این اپیزود به عنوان نمونه اولیه جمهوری‌خواهی مشروطه روشنگرانه در سراسر اروپا طنین انداز شد و بسیاری از برجسته‌ترین مفسران سیاسی آن روز آن را آزمایشی در نوع جدیدی از حکومت مردمی و دموکراتیک تشخیص دادند. تأثیر آن به ویژه در میان فیلسوفان روشنگری فرانسوی قابل توجه بود: اثر معروف روسو در مورد قرارداد اجتماعی (۱۷۶۲: فصل ۱۰، کتاب دوم) در بحث خود در مورد شرایط لازم برای یک حاکمیت مردمی کاربردی اعلام کرد که «هنوز یک کشور اروپایی وجود دارد. می‌تواند قوانین خود را وضع کند: جزیره کورس، شجاعت و استقامتی که آن مردم شجاع با آن آزادی خود را بازیافته و به خوبی از آن دفاع کرده‌اند، سزاوار این است که یک مرد خردمند به او بیاموزد که چگونه آنچه را که به دست آورده‌است حفظ کند. من احساس می‌کنم که روزی آن جزیره کوچک اروپا را شگفت زده خواهد کرد .»؛ در واقع روسو داوطلب شد تا دقیقاً این کار را انجام دهد و پیش نویس قانون اساسی را برای استفاده پائولی ارائه کرد. به همین ترتیب، ولتر در Précis du siècle de Louis XV (1769: فصل LX) تأیید کرد که " شجاع را می‌توان در بسیاری از جاها یافت، اما چنین شجاعتی فقط در میان مردمان آزاد ". اما نفوذ جمهوری کورسی به عنوان نمونه ای از مردمی مستقل که برای آزادی می‌جنگیدند و این قانون اساسی را در قالب یک جمهوری روشنفکر به رسمیت می‌شناسند، در میان رادیکال‌های بریتانیای کبیر و آمریکای شمالی حتی بیشتر بود، جایی که از طریق یک جمهوری متداول شد. گزارشی از کورسیا، توسط جیمز باسبول، مقاله‌نویس اسکاتلندی. جمهوری کورسی ده سال بعد بر انقلابیون آمریکایی تأثیر گذاشت: پسران آزادی، مبتکران انقلاب آمریکا، پاسکال پائولی را الهام‌بخش مستقیم مبارزه خود علیه بریتانیایی‌ها اعلام کردند. پسر ابنزر مکینتاش به افتخار او پاسکال پائولی مکینتاش نامیده شد و کمتر از پنج شهرستان آمریکایی به همین دلیل پائولی نامیده شده‌اند.

#### انگلستان
الیور کرامول یک جمهوری مسیحی به نام مشترک المنافع انگلستان (۱۶۴۹–۱۶۶۰) تأسیس کرد که پس از سرنگونی شاه چارلز اول بر آن حکومت کرد. جیمز هرینگتون در آن زمان یکی از فیلسوفان برجسته جمهوری‌خواهی بود. جان میلتون یکی دیگر از متفکران مهم جمهوری‌خواه در این زمان بود که نظرات خود را در رساله‌های سیاسی و همچنین از طریق شعر و نثر بیان می‌کرد. برای مثال، در شعر حماسی خود بهشت گمشده، میلتون از سقوط شیطان استفاده می‌کند تا پیشنهاد کند که پادشاهان ناشایست باید به دست عدالت سپرده شوند، و این گونه مسائل فراتر از محدودیت‌های یک ملت است. همان‌طور که کریستوفر ان. وارن استدلال می‌کند، میلتون «زبانی برای نقد امپریالیسم، برای زیر سؤال بردن مشروعیت دیکتاتورها، دفاع از گفتمان آزاد بین‌المللی، مبارزه با روابط مالکیت ناعادلانه، و ایجاد پیوندهای سیاسی جدید در خطوط ملی ارائه می‌دهد». به گفته وارن و مورخان دیگر، این شکل از جمهوری‌خواهی بین‌المللی میلتونی بر متفکران بعدی از جمله کارل مارکس و فردریش انگلس رادیکال‌های قرن نوزدهم تأثیرگذار بوده‌است.
فروپاشی مشترک المنافع انگلستان در سال ۱۶۶۰ و احیای سلطنت تحت چارلز دوم، جمهوری‌خواهی را در میان محافل حاکم انگلستان بی‌اعتبار کرد. با این وجود، آنها از لیبرالیسم و تأکید بر حقوق جان لاک که نقش مهمی در انقلاب شکوهمند ۱۶۸۸ ایفا کرد، استقبال کردند. با این حال، جمهوری‌خواهی در حزب «کشور» در اوایل قرن هجدهم (مردم مشترک المنافع)، که فساد حزب «دربار» را محکوم کرد، شکوفا شد و نظریه‌ای سیاسی را تولید کرد که به شدت بر استعمارگران آمریکایی تأثیر گذاشت. به‌طور کلی، طبقات حاکم انگلیسی قرن هجدهم به شدت با جمهوری‌خواهی مخالفت کردند که نمونه آن حملات به جان ویلکس، و به ویژه به انقلاب آمریکا و انقلاب فرانسه بود.

#### اندیشه فرانسوی و سوئیسی

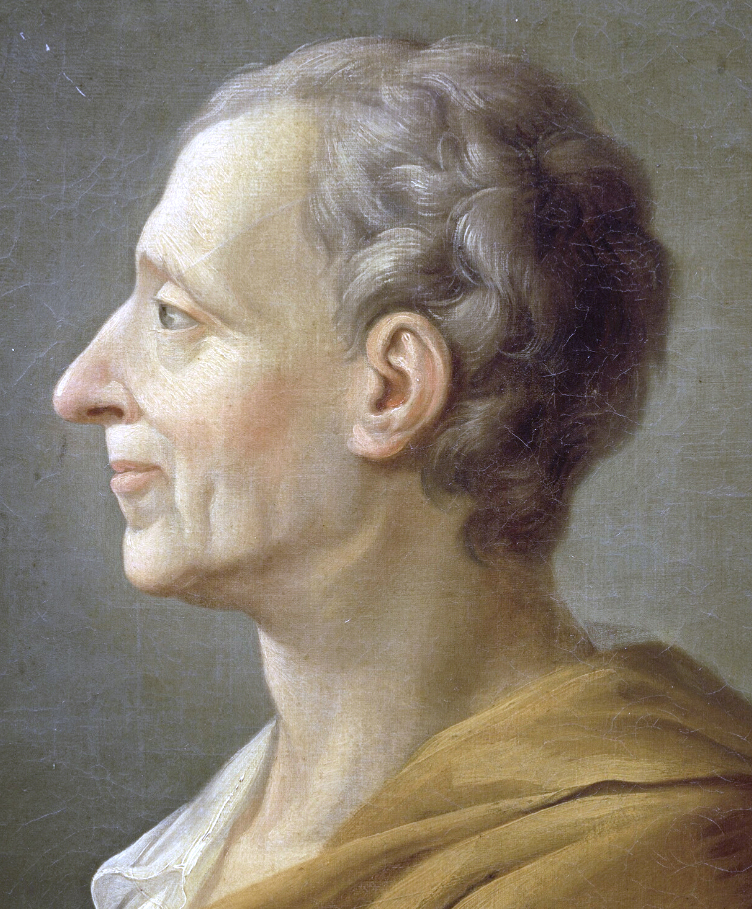
پرتره مونتسکیو

متفکران روشنگری فرانسوی و سوئیسی، مانند ولتر، بارون شارل دو مونتسکیو و بعدها ژان ژاک روسو، ایده‌های جمهوری ایدئال را بسط دادند و تغییر دادند: برخی از ایده‌های جدید آنها به ندرت تا دوران باستان یا متفکران رنسانس قابل ردیابی بود. مفاهیمی که آنها به آنها کمک کردند، یا به شدت توضیح دادند، عبارت بودند از قرارداد اجتماعی، قانون مثبت و دولت مختلط. آنها همچنین از ایده‌های لیبرالیسم که در همان زمان در حال توسعه بودند، وام گرفتند و جمهوری‌خواهی را از آن متمایز کردند.
لیبرالیسم و جمهوری‌خواهی در این دوره غالباً با هم تلفیق شدند، زیرا هر دو با سلطنت مطلقه مخالف بودند. محققان مدرن آنها را به عنوان دو جریان متمایز می‌بینند که هر دو به آرمان‌های دموکراتیک جهان مدرن کمک کردند. یک تمایز مهم این است که، در حالی که جمهوری‌خواهی بر اهمیت فضیلت مدنی و خیر عمومی تأکید می‌کرد، لیبرالیسم مبتنی بر اقتصاد و فردگرایی بود. در مورد مالکیت خصوصی واضح‌تر است، که به عقیده برخی، فقط تحت حمایت قانون اثبات شده قابل حفظ است.
ژول فری، نخست‌وزیر فرانسه از ۱۸۸۰ تا ۱۸۸۵، هر دو مکتب فکری را دنبال می‌کرد. او در نهایت قوانین فری را وضع کرد که قصد داشت با پذیرش تفکر ضد روحانی فیلسوفان ، قوانین فالوکس را لغو کند. این قوانین به دخالت کلیسای کاتولیک در بسیاری از نهادهای دولتی در اواخر قرن نوزدهم فرانسه، از جمله مدارس پایان داد.

#### سیزده مستعمره بریتانیا در آمریکای شمالی
در سال‌های اخیر بحثی بر سر نقش جمهوری‌خواهی در انقلاب آمریکا و رادیکالیسم بریتانیا در قرن هجدهم شکل گرفته‌است. برای چندین دهه اجماع بر این بود که لیبرالیسم، به ویژه لیبرالیسم جان لاک، در درجه اول اهمیت قرار دارد و جمهوری‌خواهی نقشی ثانویه دارد.
تفاسیر جدید توسط JGA Pocock آغاز شد، که در لحظه ماکیاولی (۱۹۷۵) استدلال کرد که، حداقل در اوایل قرن ۱۸، ایده‌های جمهوری خواهانه به اندازه ایده‌های لیبرال مهم بودند. دیدگاه پوکاک اکنون به‌طور گسترده پذیرفته شده‌است. برنارد بیلین و گوردون وود پیشگام این بحث بودند که بنیانگذاران آمریکایی بیشتر تحت تأثیر جمهوری‌خواهی بودند تا لیبرالیسم. از سوی دیگر، آیزاک کرامنیک، استاد دانشگاه کرنل، استدلال می‌کند که آمریکایی‌ها همیشه به شدت فردگرا و در نتیجه لاکین بوده‌اند. جویس اپلبی به‌طور مشابه برای نفوذ لاکین بر آمریکا استدلال کرده‌است.
در دهه‌های قبل از انقلاب آمریکا (۱۷۷۶)، رهبران فکری و سیاسی مستعمرات به‌دقت تاریخ را مطالعه می‌کردند و به دنبال مدل‌های حکومت خوب بودند. آنها به ویژه توسعه اندیشه‌های جمهوری خواهانه در انگلستان را دنبال می‌کردند. پوکاک منابع فکری در آمریکا را توضیح داد:
قانون ویگ و نئوهرینگتونی‌ها، جان میلتون، جیمز هرینگتون و سیدنی، ترنچارد، گوردون و بولینگبروک، همراه با استادان سنت یونانی، رومی و رنسانس تا آنجا که مونتسکیو بود، ادبیات معتبر این فرهنگ را تشکیل دادند. و ارزش‌ها و مفاهیم آن، آن‌هایی بود که ما با آن‌ها آشنا شده‌ایم: یک آرمان مدنی و وطن‌پرستی که در آن شخصیت در مالکیت پایه‌گذاری شده بود، در شهروندی کامل شد، اما دائماً توسط فساد تهدید می‌شد. دولت به‌طور متناقضی به عنوان منبع اصلی فساد شناخته می‌شود و از طریق ابزارهایی مانند حمایت، جناح، ارتش‌های ایستاده (مخالف با آرمان شبه نظامیان)، کلیساها (مخالف با شیوه‌های پیوریتن و دئیست مذهب آمریکایی) و ترویج یک سود پولی - هر چند که فرمول‌بندی این مفهوم آخر تا حدودی به دلیل تمایل شدید به اعتبار کاغذی در دسترس و رایج در مستعمرات محل سکونت، مانع شد. یک سیاست نئوکلاسیک هم اخلاق نخبگان و هم شعار افراد متحرک رو به بالا را فراهم می‌کرد و همگنی فرهنگی و فکری منحصربه‌فرد پدران بنیان‌گذار و نسل آن‌ها را نشان می‌داد.
تعهد اکثر آمریکایی‌ها به این ارزش‌های جمهوری‌خواهی ، انقلاب آمریکا را اجتناب ناپذیر کرد. بریتانیا به‌طور فزاینده ای فاسد و دشمن جمهوری‌خواهی و به عنوان تهدیدی برای آزادی‌های تثبیت شده‌ای که آمریکایی‌ها از آن برخوردار بودند دیده می‌شد.
لئوپولد فون رانک در سال ۱۸۴۸ ادعا کرد که جمهوری‌خواهی آمریکایی نقش مهمی در توسعه لیبرالیسم اروپایی ایفا کرده‌است:
مردم آمریکای شمالی با کنار گذاشتن مشروطیت انگلیسی و ایجاد جمهوری جدید مبتنی بر حقوق فردی، نیروی جدیدی را در جهان معرفی کردند. ایده‌ها زمانی سریعتر پخش می‌شوند که بیان عینی کافی پیدا کنند؛ بنابراین جمهوری‌خواهی وارد دنیای رومی/ژرمنی ما شد. . . . تا این مرحله، این عقیده در اروپا حاکم بود که سلطنت به بهترین وجه در خدمت منافع ملت است. حالا این فکر گسترش پیدا کرد که ملت باید خودش را اداره کند. اما تنها پس از اینکه یک دولت واقعاً بر اساس نظریه بازنمایی شکل گرفت، اهمیت کامل این ایده روشن شد. تمام جنبش‌های انقلابی بعدی همین هدف را دارند. . . این معکوس کامل یک اصل بود. تا آن زمان، پادشاهی که به لطف خدا حکومت می‌کرد، مرکزی بود که همه چیز به دور آن چرخید. اکنون این ایده مطرح شد که قدرت باید از پایین بیاید. . . . این دو اصل مانند دو قطب متضاد هستند و تضاد میان آنهاست که مسیر دنیای مدرن را تعیین می‌کند. در اروپا تضاد بین آنها هنوز شکل مشخصی به خود نگرفته بود. با انقلاب فرانسه این کار را انجام داد.

#### جمهوری‌خواهی

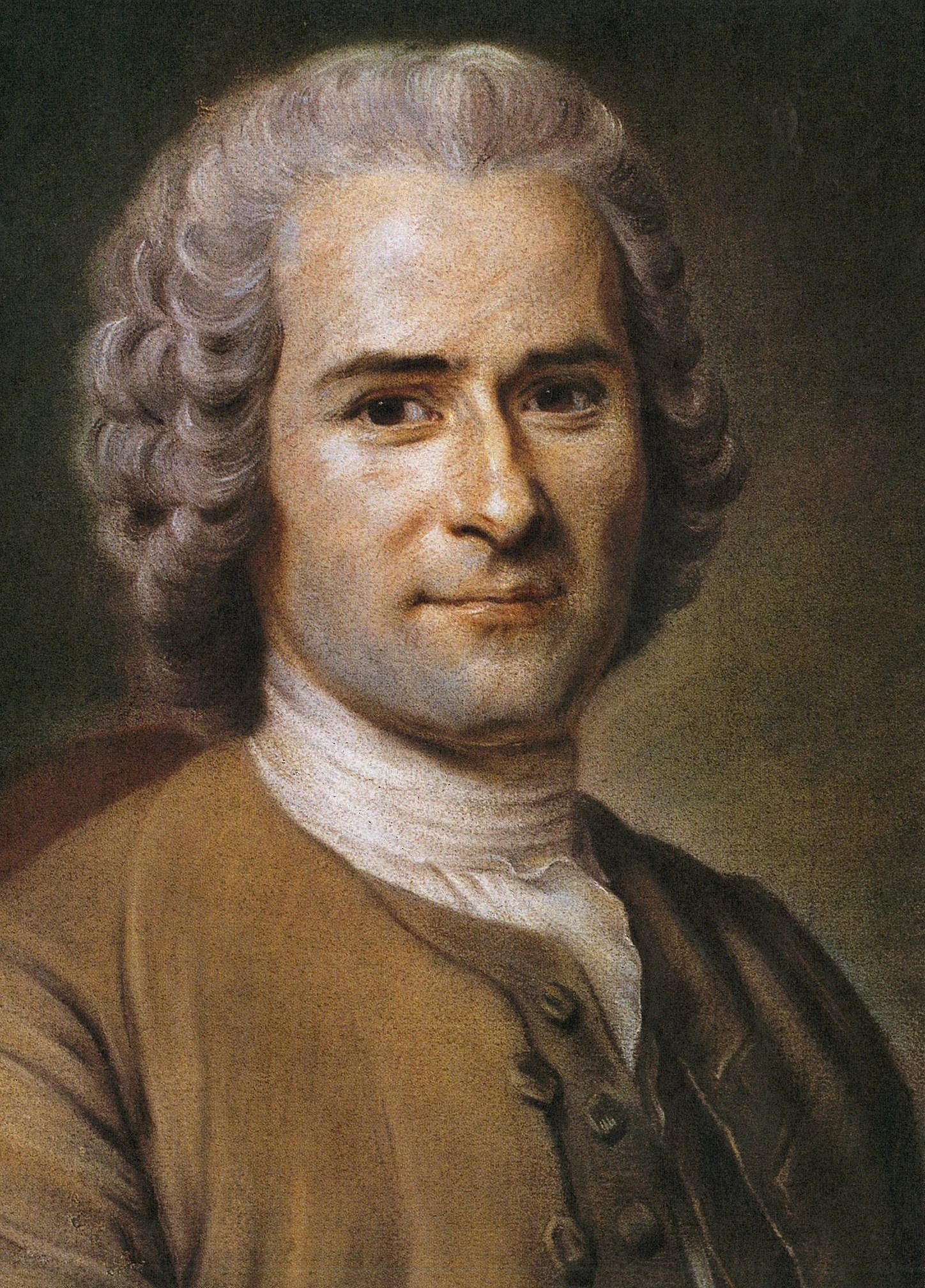
پرتره ژان ژاک روسو

جمهوری‌خواهی، به ویژه روسو، نقشی محوری در انقلاب فرانسه ایفا کرد و جمهوری‌خواهی مدرن را پیش‌بینی کرد. انقلابیون، پس از سرنگونی سلطنت فرانسه در دهه ۱۷۹۰، با برپایی جمهوری آغاز کردند. ناپلئون آن را به یک امپراتوری با اشرافی جدید تبدیل کرد. در دهه ۱۸۳۰ بلژیک برخی از نوآوری‌های فیلسوفان سیاسی مترقی عصر روشنگری را پذیرفت.
جمهوری‌خواهی(به فرانسوی: Républicanisme) نسخه فرانسوی جمهوری‌خواهی مدرن است. این شکلی از قرارداد اجتماعی است که از ایده ژان ژاک روسو دربارهٔ یک اراده عمومی استنتاج شده‌است. هر شهروند درگیر یک رابطه مستقیم با دولت است و نیاز به سیاست‌های هویتی مبتنی بر هویت محلی، مذهبی یا نژادی را از بین می‌برد.
Republicanisme، در تئوری، قوانین ضد تبعیض را غیرضروری می‌کند، اگرچه برخی از منتقدان ممکن است استدلال کنند که در جمهوری‌ها نیز، قوانین کور رنگ در خدمت تداوم تبعیض هستند.

#### ایرلند
با الهام از انقلاب‌های آمریکا و فرانسه، انجمن متحد ایرلندی‌ها در سال ۱۷۹۱ در بلفاست و دوبلین تأسیس شد. نشست افتتاحیه ایرلندی‌های متحد در بلفاست در ۱۸ اکتبر ۱۷۹۱ اعلامیه ای از اهداف انجمن را تصویب کرد. این نارضایتی اصلی این است که ایرلند دولت ملی ندارد: «... ما توسط انگلیسی‌ها و نوکران انگلیسی‌ها اداره می‌شویم که هدفشان منافع کشور دیگری است، ابزار آن فساد است و نقطه قوت آن ضعف ایرلند است. . .» " آنها سه موضع اصلی را اتخاذ کردند: (۱) به دنبال اتحاد صمیمانه بین همه مردم ایرلند، حفظ تعادل ضروری برای حفظ آزادی‌ها و گسترش تجارت. (۲) تنها شیوه قانون اساسی که می‌توان با نفوذ انگلیس مخالفت کرد، اصلاح کامل و بنیادی در نمایندگی مردم در پارلمان است. (iii) هیچ اصلاحی عملی یا کارآمد یا عادلانه نیست که شامل ایرلندی‌ها با هر گرایش مذهبی نباشد. سپس این بیانیه اصلاح قانون اساسی، اتحاد میان مردم ایرلند و حذف همه رد صلاحیت‌های مذهبی را خواستار شد.
این جنبش، حداقل تا حدی، تحت تأثیر انقلاب فرانسه بود. علاقه عمومی، که قبلاً به شدت برانگیخته شده بود، با انتشار در سال ۱۷۹۰ تأملات ادموند برک در مورد انقلاب در فرانسه و پاسخ توماس پین، حقوق انسان، در فوریه ۱۷۹۱، افزایش یافت. تئوبالد ولف تون بعداً نوشت که «این مجادله و رویداد عظیمی که به آن منجر شد، در یک لحظه سیاست ایرلند را تغییر داد.» خود پین از این اظهار نظر در مورد فروش قسمت اول حقوق بشر در نوامبر ۱۷۹۱ آگاه بود، تنها هشت ماه پس از انتشار اولین نسخه، او به یکی از دوستانش اطلاع داد که در انگلستان «تقریباً شانزده هزار نفر رفته‌اند - و در ایرلند بالای چهل هزار». شاید پین تمایل داشت که دربارهٔ فروش آثارش صحبت کند، اما چیزی که در این زمینه قابل توجه است این است که پین معتقد بود که فروش ایرلندی قبل از انتشار قسمت دوم بسیار جلوتر از فروش‌های انگلیسی است. در ۵ ژوئن ۱۷۹۲، توماس پین، نویسنده کتاب حقوق بشر برای عضویت افتخاری در انجمن دوبلین ایرلندی‌های متحد پیشنهاد شد.
قرار بود سقوط باستیل در ۱۴ ژوئیه ۱۷۹۱ در بلفاست توسط یک گردهمایی داوطلبانه جشن گرفته شود. به درخواست توماس راسل، تون پیش‌نویس قطعنامه‌های مناسبی را برای این مناسبت تهیه کرد، از جمله قطعنامه‌ای که در آن از گنجاندن کاتولیک‌ها در هرگونه اصلاحات حمایت می‌کرد. تون در نامه‌ای به راسل نوشت: «من حتی یک کلمه که شبیه آرزوی جدایی باشد، نگفته‌ام، هرچند آن را به شما و دوستانتان می‌گویم به عنوان قاطع‌ترین نظرم مبنی بر اینکه چنین رویدادی بازسازی کشورشان خواهد بود.» ". در سال ۱۷۹۵، جمهوری‌خواهی تون و جامعه آشکارا متبلور شد، وقتی او به ما می‌گوید: «به‌ویژه دو روز را به یاد دارم که از تپه غار گذشتیم. در اولین راسل، نیلسون، سیمز، مک کراکن و یکی دو نفر دیگر، در قله قلعه مک آرت، تعهد جدی به عهده گرفتیم… هرگز از تلاش خود دست برنداریم تا زمانی که اقتدار انگلیس را بر کشورمان زیر پا نگذاریم و استقلال خود را اعلام کرد.»
اوج آن قیام علیه حکومت بریتانیا در ایرلند بود که از مه تا سپتامبر ۱۷۹۸ به طول انجامید - شورش ایرلند در ۱۷۹۸ - با حمایت نظامی فرانسه انقلابی در اوت و دوباره اکتبر ۱۷۹۸. پس از شکست قیام سال ۱۷۹۸، ایرلندی متحد، جان دالی بورک، مهاجر در ایالات متحده در تاریخ جنگ متأخر در ایرلند که در سال ۱۷۹۹ نوشته شد، در شناسایی علل ایرلندی، فرانسوی و آمریکایی بسیار تأکید داشت. .

### جمهوری‌خواهی مدرن

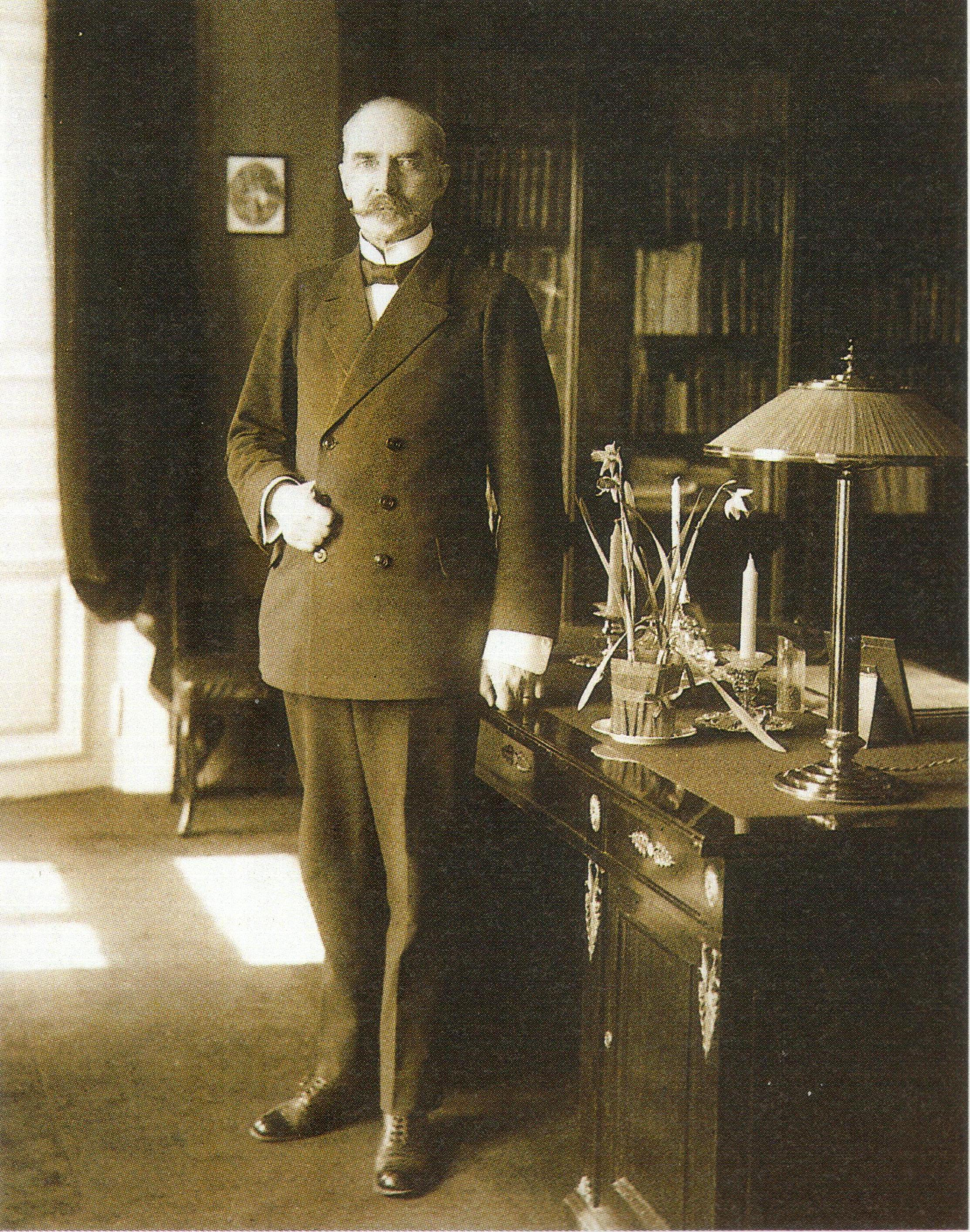
به عنوان یک ناسیونالیست لیبرال، رئیس‌جمهور فنلاند کی جی استالبرگ (۱۸۶۵–۱۹۵۲) از حامیان جدی جمهوری‌خواهی بود.

در دوران روشنگری، ضد سلطنتی فراتر از اومانیسم مدنی رنسانس بود. جمهوری‌خواهی کلاسیک، که هنوز توسط فیلسوفانی مانند روسو و منتسکیو حمایت می‌شود، تنها یکی از چندین نظریه بود که به جای مخالفت مستقیم با آنها، به دنبال محدود کردن قدرت سلطنت‌ها بود.
لیبرالیسم و سوسیالیسم از جمهوری‌خواهی کلاسیک فاصله گرفتند و به توسعه جمهوری‌گرایی مدرن تر دامن زدند.

## تئوری

### نئو جمهوری‌خواهی
نئوجمهوری گرایی کوششی است که محققان کنونی برای استفاده از سنت جمهوری‌خواهی کلاسیک در بسط فلسفه عمومی جذابی که برای اهداف معاصر در نظر گرفته شده‌است. نئوجمهوری خواهی به عنوان یک نقد پست سوسیالیستی بدیل جامعه بازار از سمت چپ ظاهر می‌شود.
نظریه پردازان برجسته این جنبش فیلیپ پتیت و کاس سانستاین هستند که هر کدام چندین اثر در تعریف جمهوری‌خواهی و تفاوت آن با لیبرالیسم نوشته‌اند. مایکل سندل، که اخیراً از کمونیتاریسم به جمهوری‌گرایی گرویده‌است، از جایگزینی یا تکمیل لیبرالیسم با جمهوری‌گرایی حمایت می‌کند، همان‌طور که در «نارضایتی دموکراسی: آمریکا در جستجوی فلسفه عمومی» اشاره شده‌است.
آثار معاصر یک نئوجمهوری خواه شامل کتاب دموکراسی علیه سلطه وکیل سبیل رحمان است که به دنبال ایجاد چارچوبی نئوجمهوریتی برای مقررات اقتصادی مبتنی بر افکار لوئیس براندیس و جان دیویی و کنترل مردمی است، برخلاف هر دو سبک نیو دیل. مدیریت گرایی و مقررات زدایی نئولیبرال. دولت خصوصی فیلسوف الیزابت اندرسون تاریخچه انتقادات جمهوری‌خواهان از قدرت خصوصی را دنبال می‌کند و استدلال می‌کند که سیاست‌های کلاسیک بازار آزاد قرن ۱۸ و ۱۹ به منظور کمک به کارگران تنها منجر به تسلط آنها توسط کارفرمایان می‌شود. در کتاب «از برده‌داری تا مشترک المنافع تعاونی»، الکس گورویچ، دانشمند علوم سیاسی، گونه‌ای از جمهوری‌خواهی آمریکایی اواخر قرن نوزدهم را بررسی می‌کند که به عنوان جمهوری‌خواهی کارگری شناخته می‌شود، که اتحادیه کارگری تولیدکننده شوالیه‌های کار بود، و اینکه چگونه مفاهیم جمهوری‌خواهانه در خدمت به حقوق کارگران استفاده می‌شوند، اما همچنین. با انتقاد شدید از نقش آن اتحادیه در حمایت از قانون محرومیت چین.

### دموکراسی

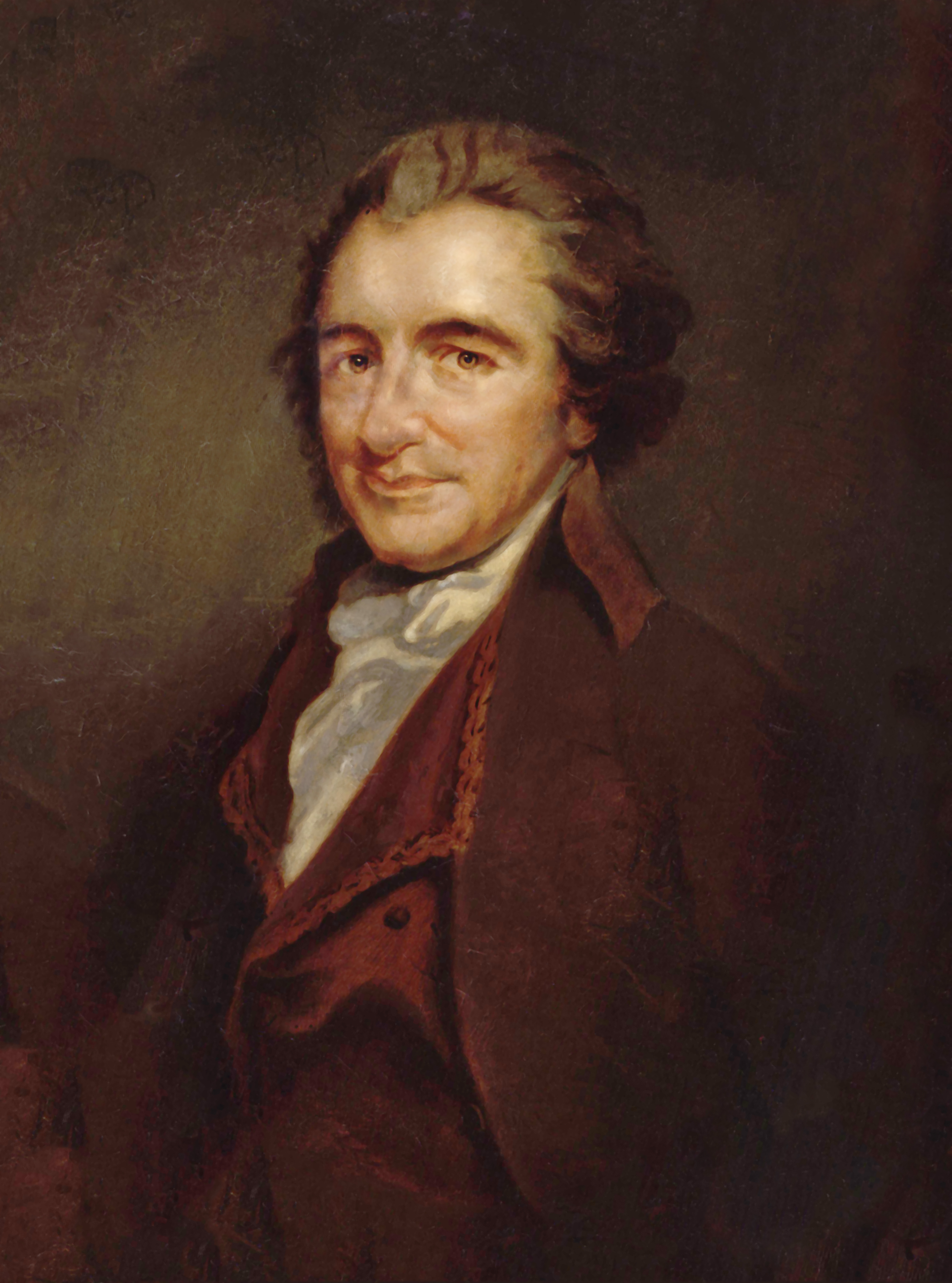
پرتره توماس پین

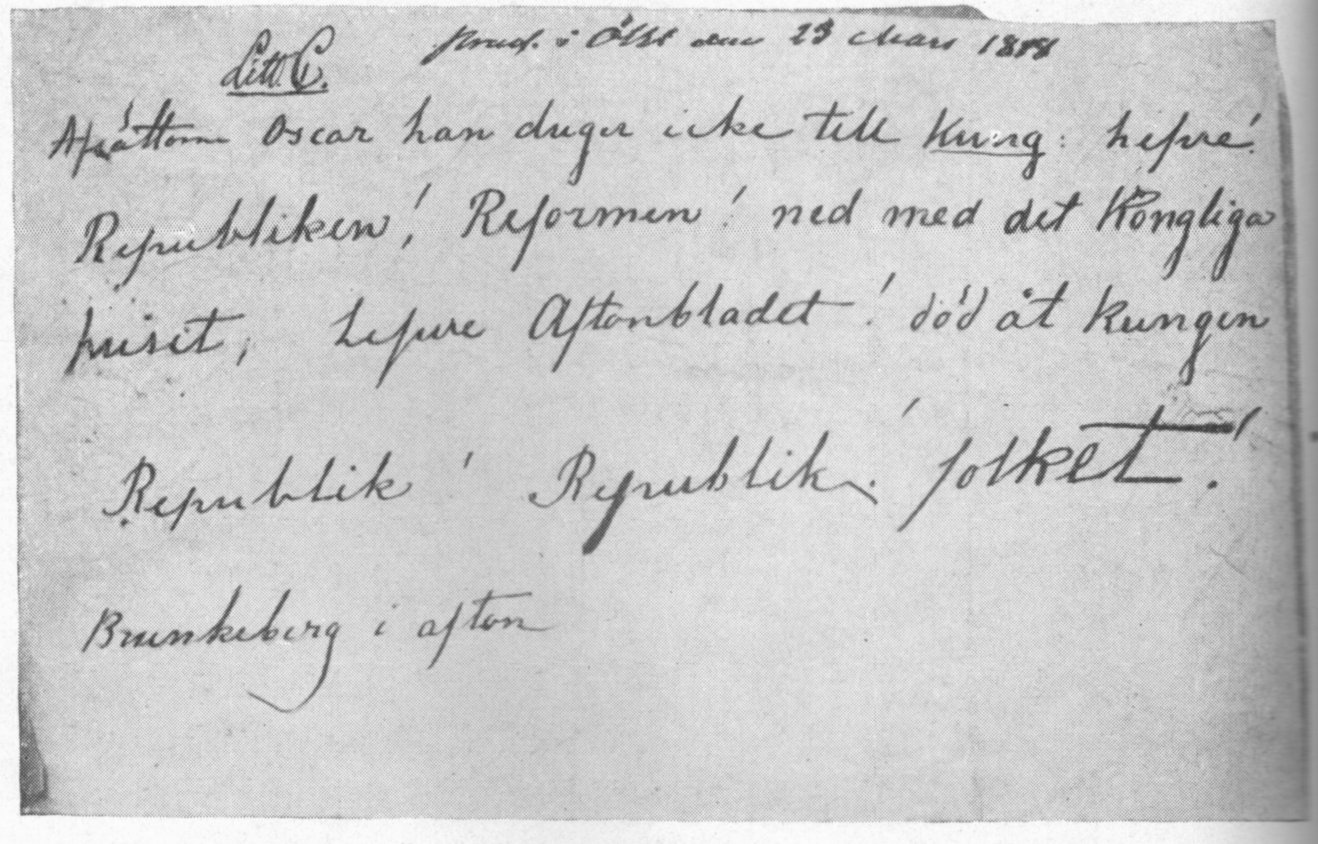
یک لایحه دست‌نویس جمهوری‌خواه انقلابی از شورش‌های استکهلم در طول انقلاب‌های ۱۸۴۸، که در آن نوشته شده بود: «اسکار را از سلطنت خلع کنید، او شایسته پادشاه شدن نیست - بلکه جمهوری! اصلاحات! پایین خانه سلطنتی - زنده باد Aftonbladet! مرگ بر شاه - جمهوری! جمهوری! - مردم! برونکبرگ امروز عصر.» هویت نویسنده مشخص نیست.

در اواخر قرن هجدهم همگرایی دموکراسی و جمهوری‌خواهی وجود داشت. جمهوری‌خواهی نظامی است که جایگزین یا همراه با حکومت موروثی است. تأکید بر آزادی و رد فساد وجود دارد. انقلاب آمریکا و انقلاب فرانسه را به ترتیب در دهه‌های ۱۷۷۰ و ۱۷۹۰ به شدت تحت تأثیر قرار داد. جمهوری خواهان، در این دو مثال، تمایل به رد نخبگان و اشراف موروثی داشتند، اما دو سؤال را باز گذاشتند: آیا یک جمهوری، برای جلوگیری از حاکمیت اکثریت کنترل نشده، باید دارای یک اتاق فوقانی غیرانتخابی باشد - شاید با اعضایی که به عنوان کارشناسان شایسته منصوب شوند - و اینکه آیا باید یک مجلس عالی داشته باشد. پادشاه مشروطه داشته باشند.
جمهوری‌خواهی اگرچه از نظر مفهومی جدا از دموکراسی است، اما شامل اصول کلیدی حکومت با رضایت حاکمیت و حاکمیت مردم بود. در واقع، جمهوری‌خواهی معتقد بود که پادشاهان و اشراف حاکمان واقعی نیستند، بلکه کل مردم هستند. اینکه مردم دقیقاً چگونه حکومت کنند، مسئله دموکراسی بود: خود جمهوری‌خواهی وسیله ای را مشخص نمی‌کرد. در ایالات متحده، راه حل ایجاد احزاب سیاسی بود که منعکس کننده آرای مردم و کنترل دولت بودند (رجوع کنید به جمهوری‌خواهی در ایالات متحده). در فدرالیست شماره ۱۰، جیمز مدیسون دموکراسی را به نفع جمهوری‌خواهی رد کرد. بحث‌های مشابهی در بسیاری از کشورهای دموکراتیزاسیون دیگر وجود داشت.
در کاربرد معاصر، اصطلاح دموکراسی به حکومتی اطلاق می‌شود که توسط مردم انتخاب می‌شود، خواه مستقیم باشد یا نماینده. امروزه واژه جمهوری معمولاً به دموکراسی نمایندگی با رئیس دولت منتخب، مانند رئیس‌جمهور که برای مدت محدودی خدمت می‌کند، اطلاق می‌شود. برخلاف کشورهایی که یک پادشاه موروثی به عنوان رئیس دولت دارند، حتی اگر این ایالت‌ها دارای دموکراسی نماینده باشند، با یک رئیس دولت انتخابی یا منصوب مانند نخست‌وزیر.
بنیانگذاران ایالات متحده به ندرت دموکراسی را که آن را با حکومت اوباش یکی می‌دانستند ستایش می‌کردند و اغلب از آن انتقاد می‌کردند. جیمز مدیسون استدلال کرد که آنچه که یک دموکراسی را از یک جمهوری متمایز می‌کند این است که دموکراسی با بزرگ‌تر شدن ضعیف‌تر می‌شود و شدیدتر از تأثیرات جناحی آسیب می‌بیند، در حالی که یک جمهوری می‌تواند با بزرگ‌تر شدن قوی‌تر شود و با ساختار خود با جناح مبارزه کند. جان آدامز اصرار داشت که آنچه برای ارزش‌های آمریکایی حیاتی بود این بود که دولت باید «مسلم به قوانین ثابتی باشد که مردم در وضع آن صدای خود را دارند و حق دفاع از آن را دارند». توماس جفرسون هشدار داد که «استبداد انتخابی، دولتی نیست که ما برای آن جنگیدیم.» ریچارد الیس از دانشگاه ویلامت و مایکل نلسون از کالج رودز استدلال می‌کنند که بسیاری از تفکرات قانون اساسی، از مدیسون تا لینکلن و فراتر از آن، بر «مشکل استبداد اکثریت» متمرکز شده‌است. آنها نتیجه می‌گیرند: «اصول حکومت جمهوری که در قانون اساسی گنجانده شده‌است، نشان‌دهنده تلاشی است که تدوین‌کنندگان آن تلاش می‌کنند تا اطمینان حاصل کنند که حقوق مسلم زندگی، آزادی و جستجوی خوشبختی توسط اکثریت پایمال نمی‌شود».

### پادشاهان مشروطه و اتاق‌های علیا
برخی از کشورها (مانند بریتانیا، هلند، بلژیک، لوکزامبورگ، کشورهای اسکاندیناوی و ژاپن) پادشاهان قدرتمند را به پادشاهان مشروطه با اختیارات محدود یا در نهایت صرفاً نمادین تبدیل کردند. غالباً سلطنت همراه با نظام اشرافی لغو می‌شد، خواه با نهادهای دموکراتیک (مانند فرانسه، چین، ایران، روسیه، آلمان، اتریش، مجارستان، ایتالیا، یونان، ترکیه و مصر) جایگزین شوند یا نه. در استرالیا، نیوزیلند، کانادا، پاپوآ گینه نو و برخی از کشورهای دیگر به پادشاه یا نماینده آن قدرت اجرایی عالی داده می‌شود، اما طبق کنوانسیون فقط به توصیه وزرای خود عمل می‌کند. بسیاری از کشورها دارای مجالس عالی نخبگانی بودند که اعضای آن اغلب مادام العمر بودند، اما در نهایت این مجالس قدرت زیادی را از دست دادند (به عنوان مجلس اعیان بریتانیا)، یا در غیر این صورت انتخابی شدند و قدرتمند باقی ماندند.

## بیشتر خواندن

### عمومی
- Becker, Peter, Jürgen Heideking and James A. Henretta, eds. جمهوری‌خواهی و لیبرالیسم در آمریکا و ایالات آلمان، ۱۷۵۰–۱۸۵۰. انتشارات دانشگاه کمبریج. ۲۰۰۲.
- دیدنی، دانیل. 2007. قدرت مرزی: نظریه امنیت جمهوری خواهان از قطب تا دهکده جهانی . انتشارات دانشگاه پرینستون
- Everdell, William R. , "From State to Free-State: The Meaning of the Republic from Jean Bodin to John Adams" هفتمین کنفرانس بین‌المللی انجمن بین‌المللی مطالعات قرن هجدهم، بوداپست، ۷/۳۱/۸۷; مجله Valley Forge (ژوئن 1991);
- همرسلی، ریچل، جمهوری‌خواهی یک مقدمه (۲۰۲۰) کمبریج: سیاست
- پوکاک، JGA لحظه ماکیاولی (۱۹۷۵).
- Pocock, JGA "لحظه ماکیاولیایی بازبینی شده: مطالعه ای در تاریخ و ایدئولوژی. مجله تاریخ مدرن 1981 53 (1): 49-72.ISSN 0022-2801ISSN ۰۰۲۲-۲۸۰۱ متن کامل: در Jstor. خلاصه ای از ایده‌های تأثیرگذار پوکاک که اعتقاد ماکیاولیستی و تأکید بر آرمان‌های یونانی-رومی فضیلت و آزادی غیرتخصصی مدنی را از فلورانس قرن ۱۵ تا انگلستان و اسکاتلند قرن هفدهم تا آمریکای قرن ۱۸ نشان می‌دهد. پوکاک استدلال می‌کند که متفکرانی که این آرمان‌ها را داشتند معتقد بودند که کارکرد مالکیت حفظ استقلال فرد به عنوان پیش‌شرط فضیلت اوست؛ بنابراین آنها تمایل داشتند به رژیم تجاری و مالی جدیدی که در حال توسعه بود حمله کنند.
- پتیت، فیلیپ. جمهوری‌خواهی: تئوری آزادی و حکومت آکسفورد UP، ۱۹۹۷،شابک ‎۰۱۹۸۲۹۰۸۳۷.
- رابینز، کارولین، مطالعات انسان مشترک المنافع قرن هجدهم در انتقال، توسعه و شرایط اندیشه لیبرال انگلیسی از بازسازی چارلز دوم تا جنگ با سیزده مستعمره (۱۹۵۹)
- اسنایدر، آر. کلر. شهروند-سربازان و جنگجویان مرد: خدمت نظامی و جنسیت در سنت جمهوری‌خواه مدنی (۱۹۹۹)شابک ‎۹۷۸−۰۸۴۷۶۹۴۴۴۰بررسی آنلاین.
- ویرولی، مائوریتزیو جمهوری‌خواهی (۲۰۰۲)، نیویورک، هیل و وانگ.[بدون شابک][ ISBN گم شده ]

### اروپا
- برنسون، ادوارد و همکاران ویرایش. جمهوری فرانسه: تاریخ، ارزش‌ها، بحث‌ها (۲۰۱۱) مقالات ۳۸ محقق از فرانسه، بریتانیا و ایالات متحده که موضوعاتی را از دهه ۱۷۹۰ پوشش می‌دهد.
- بوک، گیزلا؛ اسکینر، کوئنتین؛ and Viroli, Maurizio, ed. ماکیاولی و جمهوری‌خواهی Cambridge U. Press, 1990. 316 pp.
- بروگر، بیل. نظریه جمهوری‌خواه در اندیشه سیاسی: فضیلتی یا مجازی؟ مطبوعات سنت مارتین، ۱۹۹۹.
- کاستیلیونه، داریو. «جمهوری‌خواهی و میراث آن»، مجله اروپایی نظریه سیاسی (2005) v 4 #4 pp. 453-65. نسخه آنلاین.
- Everdell, William R. , The End of Kings: A History of Republics and Republicans, NY: The Free Press, 1983; ویرایش دوم، شیکاگو: انتشارات دانشگاه شیکاگو، ۲۰۰۰ (مختصر در ).
- فینک، زرا. جمهوری خواهان کلاسیک: مقاله ای در بازیابی یک الگوی فکری در انگلستان قرن هفدهم. انتشارات دانشگاه نورث وسترن، ۱۹۶۲.
- فوت، جفری. دگرگونی جمهوری خواهان سیاست مدرن بریتانیا پالگریو مک میلان، ۲۰۰۶.
- مارتین ون گلدرن و کوئنتین اسکینر، ویراستاران ، جمهوری‌گرایی: میراث مشترک اروپایی، ج ۱: جمهوری‌خواهی و مشروطیت در اروپای اولیه مدرن. جلد ۲: ارزش جمهوری‌خواهی در اروپای مدرن اولیه کمبریج UP، ۲۰۰۲.
- هاکونسن، کنود. «جمهوری‌خواهی». همراهی با فلسفه سیاسی معاصر. رابرت ای. گودین و فیلیپ پتیت. eds. بلک ول، ۱۹۹۵.
- کرامنیک، آیزاک. جمهوری‌خواهی و رادیکالیسم بورژوایی: ایدئولوژی سیاسی در انگلستان و آمریکا اواخر قرن هجدهم. انتشارات دانشگاه کرنل، ۱۹۹۰.
- مارک مک کنا، سنت‌های جمهوری‌خواهی استرالیا (۱۹۹۶)
- مینور، جان دبلیو. جمهوری‌خواهی در دنیای مدرن. کمبریج: پولیتی، ۲۰۰۳.
- موگاچ، داگلاس. «سخت گرایی و رهایی جمهوری خواهانه در برونو بائر»، هگلی‌های جدید، ویرایش شده توسط داگلاس موگاچ ، انتشارات دانشگاه کمبریج، ۲۰۰۶. (به جمهوری‌خواهی آلمان با تضادها و انتقادات کوئنتین اسکینر و فیلیپ پتیت می‌نگرد).
- رابینز، کارولین. مشترک المنافع قرن هجدهم: مطالعاتی در انتقال، توسعه و شرایط اندیشه لیبرال انگلیسی از بازسازی چارلز دوم تا جنگ با سیزده مستعمره ( ۱۹۵۹، 2004). فهرست مطالب آنلاین

### ایالات متحده
- اپلبی، جویس لیبرالیسم و جمهوری‌خواهی در تخیل تاریخی. ۱۹۹۲.
- بیلین، برنارد. خاستگاه ایدئولوژیک انقلاب آمریکا . انتشارات دانشگاه هاروارد، ۱۹۶۷.
- بنینگ، لنس. اقناع جفرسونی: تکامل ایدئولوژی حزب (1978) آنلاین
- کولبورن، ترور. چراغ تجربه: تاریخ ویگ و خاستگاه‌های فکری انقلاب آمریکا. 1965. نسخه آنلاین
- Everdell, William R. , The End of Kings: A History of Republics and Republicans, NY: The Free Press, 1983; ویرایش دوم، شیکاگو: انتشارات دانشگاه شیکاگو، ۲۰۰۰.
- گیش، داستین و دنیل کلینگارد. گزیده توماس جفرسون و علم حکومت جمهوری‌خواه: بیوگرافی سیاسی یادداشت‌ها در مورد ایالت ویرجینیا (انتشارات دانشگاه کمبریج، ۲۰۱۷).
- کربر، لیندا کی. تاریخ فکری زنان: مقالاتی از لیندا کی کربر. ۱۹۹۷.
- کربر، لیندا کی. زنان جمهوری: عقل و ایدئولوژی در آمریکای انقلابی. ۱۹۹۷.
- کلاین، میلتون، و همکاران، ویرایش‌ها، سنتز جمهوری‌خواه بازبینی شده‌است. مقالاتی به افتخار جورج آ. بیلیاس. ۱۹۹۲.
- کلوپنبرگ، جیمز تی. فضایل لیبرالیسم. ۱۹۹۸.
- نورتون، مری بث. دختران آزادی: تجربه انقلابی زنان آمریکایی، ۱۷۵۰–۱۸۰۰. ۱۹۹۶.
- Greene, Jack, and JR Pole, eds. همراه با انقلاب آمریکا. ۲۰۰۴. (بسیاری از مقالات به جمهوری‌خواهی نگاه می‌کنند، به ویژه. Shalhope, Robert E. Republicanism pp. 668-73).
- راجرز، دانیل تی. "جمهوری خواهی: حرفه یک مفهوم"، مجله تاریخ آمریکا. 1992. در JSTOR.
- شالهوپ، رابرت ای. "به سوی یک سنتز جمهوری خواهانه: ظهور درک جمهوری خواهی در تاریخ نگاری آمریکایی"، فصلنامه ویلیام و مری، ۲۹ (ژانویه ۱۹۷۲)، 49-80 در JSTOR، (مقاله ای تأثیرگذار).
- Shalhope, Robert E. "Republicanism and Early American Historiography"، فصلنامه ویلیام و مری، ۳۹ (آوریل ۱۹۸۲)، ۳۳۴–۵۶ در JSTOR.
- وترلی، ریچارد و براینر، گری، "فضیلت عمومی و ریشه‌های دولت آمریکا"، فصلنامه مطالعات BYU، جلد. ۲۷، شماره ۳، ژوئیه ۱۹۸۷.
- ولک، کایل جی. اقلیت‌های اخلاقی و ایجاد دموکراسی آمریکایی. نیویورک: انتشارات دانشگاه آکسفورد، ۲۰۱۴.
- وود، گوردون اس. ایجاد جمهوری آمریکا ۱۷۷۶–۱۷۸۷. ۱۹۶۹.
- وود، گوردون اس. رادیکالیسم انقلاب آمریکا. ۱۹۹۳.